# کایوگرگ

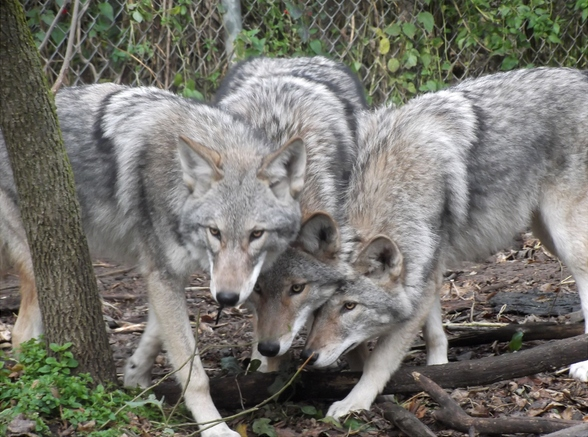
گرگ خاکستری F _{1} × هیبرید کایوت پرورش یافته در اسارت، مرکز علوم حیات وحش در فارست لیک، مینه سوتا

کایوگرگ (به انگلیسی: Coywolf) یک اصطلاح غیررسمی برای یک دورگه سگ‌سان است که از نسل کایوت‌ها، گرگ‌های شرقی، گرگ‌های خاکستری و سگ‌ها می‌آید. همه اعضای سردهٔ سگ از نظر ژنتیکی با ۷۸ کروموزوم ارتباط نزدیکی دارند و بنابراین می‌توانند آمیزش شوند. یک مطالعه ژنتیکی نشان می‌دهد که این دو گونه از نظر ژنتیکی به نسبت جدید (حدود ۵۵۰۰۰ تا ۱۱۷۰۰۰ سال پیش) از هم جدا شده‌اند. مطالعات ژنومی نشان می‌دهد که تقریباً تمام جمعیت‌های گرگ خاکستری آمریکای شمالی دارای درجه‌هایی از آمیختگی با کایوت‌هایی هستند که از یک طبقه جغرافیایی پیروی می‌کنند، که کمترین میزان آن در آلاسکا و بیشترین آن در انتاریو و کبک و همچنین اقیانوس اطلس کانادا رخ می‌دهد. اصطلاح دیگر برای این دورگه‌های گاهی گرگ‌یوت (wolfote) است.

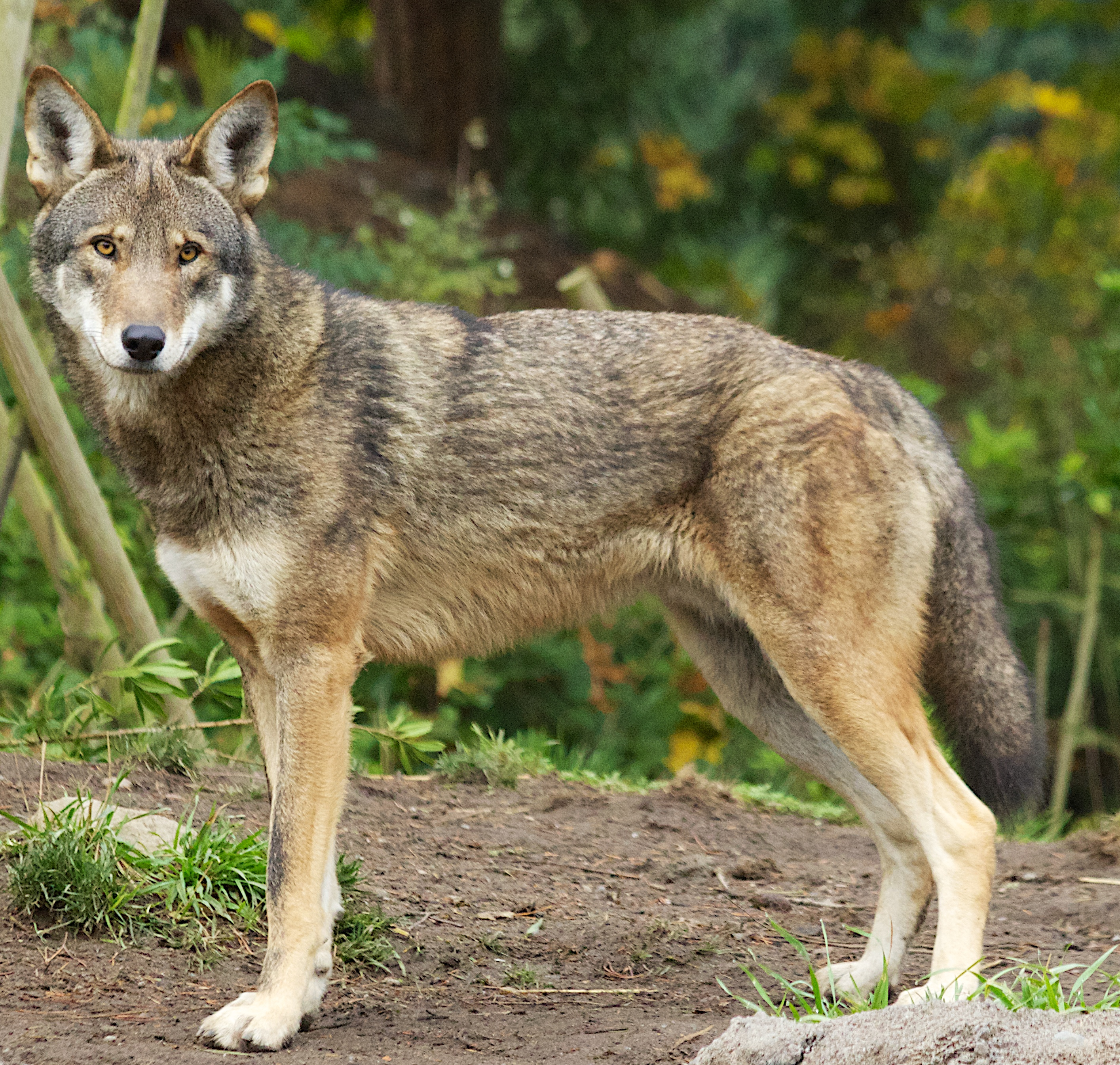
یک گرگ سرخ

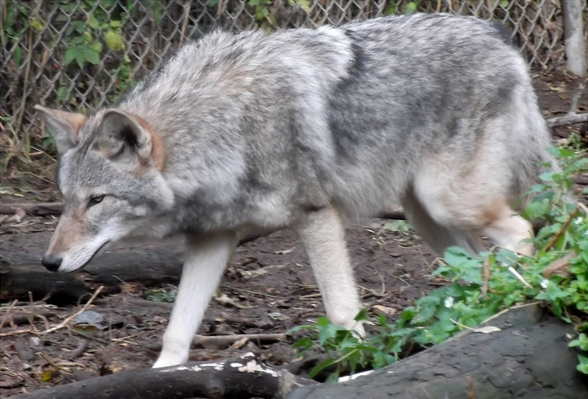
دورگه F _{1} از کایوت-گرگ خاکستری که در اسارت باردار شد